# پرچم علویان طبرستان

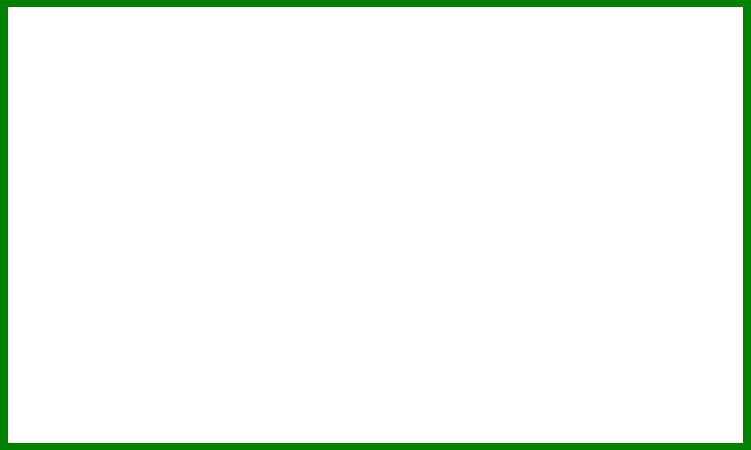

پرچم علویان طبرستان پرچمی به رنگ سفید بود که توسط علویان طبرستان در زمان داعی کبیر رسمیت یافت. داعی در نخستین فتح ساری، با پرچم خود وارد شهر شد. این پرچم سفید نشانهٔ مشخص علویان گشت و در لشگرگاه‌هایشان آن را به روی درختان آویزان می‌نمود.
خلفای عباسی از پوشش سیاه بهره می‌بردند و برهمین اساس «سیاه جامگان» یا «مسوده» خوانده می‌شدند، اغلب آنان نیز اهل تسنن بودند؛ لیکن داعی کبیر شیعه بود و مخالف مذهبی آنان به‌شمار می‌رفت و از پوشش‌های سفید رنگ استفاده می‌کرد.
عبدالرفیع حقیقت، مورخ ایرانی، انتخاب رنگ سفید به عنوان پرچم علویان توسط داعی را – با توجه به این که رنگ برگزیده و شعار علوی‌ها سبز بوده – نشان دهندهٔ جنبهٔ ملی جنبش می‌داند که تحت عنوان دین و خاندان علی بن ابی‌طالب برپا شده.